# امیل روملهارت
امیل روملهارت (انگلیسی: Émile Rummelhardt; ۱۲ ژانویهٔ ۱۹۱۴ – ۱۵ ژانویهٔ ۱۹۷۸) بازیکن فوتبال اهل فرانسه بود.
از باشگاه‌هایی که در آن بازی کرده‌است می‌توان به باشگاه فوتبال بوردو و باشگاه فوتبال تروا اشاره کرد.